# Nat Geo Music
Nat Geo Music é um canal de televisão por assinatura pertecente a National Geographic Partners, uma empresa da The Walt Disney Company e da National Geographic Society lançado em 14 de outubro de 2007. Dedicado à diversidade musical 24 horas por dia, o seu público-alvo corresponde à faixa etária dos 25 aos 45 anos. O canal já foi transmitido na América Latina, Indonésia, França e Itália (seu país de origem). Atualmente o canal é somente distribuído em Portugal, Indonésia e Ásia.

## História

### Início
Foi lançado na Itália em 14 de outubro de 2007 distribuído pela Sky Itália no canal 710 posteriormente em 30 de agosto de 2008 a numeração foi reposicionada para o número 406.
Foi lançado em 1 de dezembro de 2007 na América Latina juntamente com o Brasil, sendo o segundo país a recebê-lo. Entretanto, o segundo país a distribuí-lo, foi Portugal - em 2008 através das redes Cabovisão e Meo - já, que no Brasil, não era distribuído em nenhuma operadora. Trata-se de um canal dedicado à transmissão de videoclipes musicais alternativos dos mais variados pontos do planeta, diferenciando-se assim dos outros canais da mesma temática como MTV, VH1 ou mesmo MCM.

### Término
Na Itália seu país de origem o canal deixou de ser transmitido no dia 31 de agosto de 2011 pela Sky Itália e em 31 de outubro terminou sua transmissão no país. No mesmo dia o canal também foi encerrado na América Latina por falta de audiência.